# Talang Sari
Talang Sari is een bestuurslaag in het regentschap Ogan Ilir van de provincie Zuid-Sumatra, Indonesië. Talang Sari telt 400 inwoners (volkstelling 2010).